# NGC 3195
Az NGC 3195 (más néven Caldwell 109) egy planetáris köd az Chamaeleon (Kaméleon) csillagképben. A köd a Caldwell-katalógus utolsó eleme.

## Felfedezése
A ködöt John Herschel csillagász fedezte fel 1835. február 24-én. Egy 10,5 cm-es távcsővel vizsgálta viszonylag kis nagyítással.